# District de Nkayi

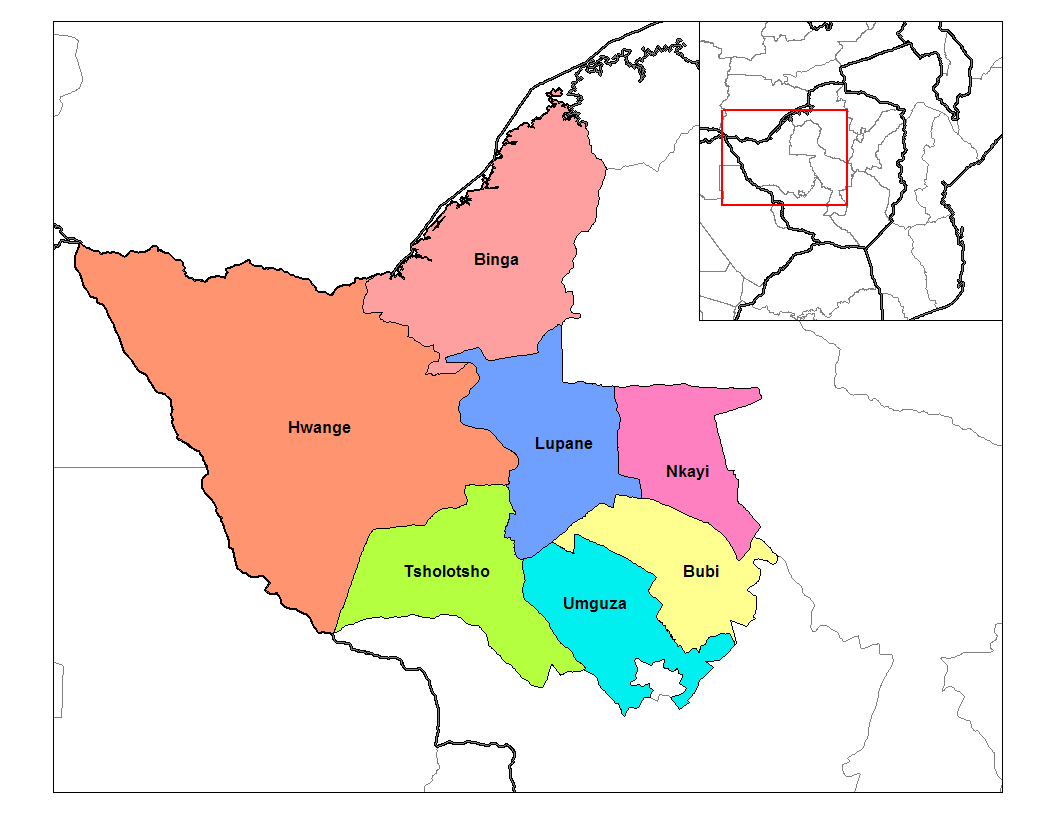
Carte des districts du Matabeleland septentrional

Le district de Nkayi est une subdivision administrative de second ordre de la province du Matabeleland septentrional au Zimbabwe. 